# I mafiusi de la Vicaria
I mafiusi de la Vicaria è un'opera teatrale in lingua siciliana scritta nel 1863 da Giuseppe Rizzotto e Gaspare Mosca e ambientata nelle Grandi Prigioni di Palermo.

## Storia
In origine, non si trattava di un lavoro organico, ma di una serie di scene destinate ad essere rappresentate nelle strade e nei teatrini popolari di Palermo. Successivamente, queste singole scene vennero trasformate in una commedia in tre atti, che godette di notevole fortuna: solo nel 1875 se ne registrarono oltre trecento repliche nella sola Palermo, dopo che l'opera venne rappresentata con discreto successo in quasi tutte le maggiori città italiane. Alla rappresentazione nella città di Napoli partecipò anche Umberto I, re d'Italia.

Rizzotto non coniò ex novo il termine mafia, che veniva adoperato nei quartieri popolari di Palermo. L'etnologo Giuseppe Pitrè, che nacque nel 1841 nel borgo palermitano di Santa Lucia, precisò che il vocabolo veniva usato correntemente durante la sua fanciullezza. 

## Commento
Gioacchino Funciazza (muso lungo in lingua siciliana), modellato in base alle informazioni fornite dal camorrista Gioacchino D'Angelo che aveva trascorso qualche anno nel carcere di Palermo, è il capo, colui che domina sugli altri detenuti. Sin dalla prima uscita in scena mostra il suo peso gerarchico e impone le sue regole: farsi pagare “u pizzu” (un tributo).
Difende gli oppressi e quelli che invocano la sua protezione; ha rispetto per i morti; “battezza” i nuovi affiliati accettandoli come compagni e sudditi iniziandoli alle regole dell'associazione; promuove i più scaltri e abili che meritano di far carriera nella consorteria. Gli spetta l'appellativo di “mafioso”, termine che nel gergo popolare dell'epoca aveva una connotazione positiva.

## Il successo del dramma
Il successo dell'opera non fu casuale. Rizzotto mostrò di conoscere bene le regole ed i valori di un mondo popolare, al quale l'arte non aveva ancora guardato con la dovuta attenzione. Seppe individuare l'intreccio complesso ed ambivalente che legava questo mondo a quello della malavita. Rizzotto era un attore popolare, ma non privo di una certa cultura, avendo intrapreso, anche se non portato a termine, gli studi giuridici; Mosca era stato informato circa gli usi e costumi della Vicaria di Palermo dal camorrista Gioacchino D'Angelo. I personaggi della commedia sono ritenuti abbastanza credibili, anche se i fatti di cui appaiono protagonisti sono frutto della fantasia degli autori.
Nell'opera si parla sempre di mafiusi, o meglio di camorristi e mai della mafia, la quale non doveva essere ancora una realtà ben precisa e conosciuta. Il mafioso appare delineato come un malandrino appartenente ad una consorteria modellata su quella camorristica napoletana. Rizzotto ne descrive le forme e le modalità di vita, il gergo e le abitudini, la mentalità ed il costume nel vestirsi e nell'atteggiarsi. Considerata l'epoca e le finalità che lo spinsero ad occuparsi del fenomeno, il capocomico non colse la reale portata di ciò che definiva mafia. Egli si limitò a considerare l'aspetto popolare, più appariscente e teatrale di quanto cadeva sotto la sua osservazione, senza indulgere in particolari approfondimenti. Rizzotto scelse il termine “mafia” per indicare un prodotto criminale, nato nelle viscere più profonde di una Sicilia feudale ostile alla democrazia e allo stato unitario. Il capocomico non immaginava minimamente quale importanza avrebbe assunto il titolo imposto alle “scene” nell'ambito di future vicende, non solo siciliane.
Il nome ebbe un successo talmente grande da risultare deleterio ai fini di un'univoca interpretazione e comprensione dei fenomeni eterogenei e molteplici cui è stato poi riferito. Quando l'opera del Rizzotto divenne molto conosciuta, sorsero problemi, perché alcuni la interpretarono come una sorta di apologia della mafia, nel frattempo rivelatasi un fenomeno associativo, con finalità più o meno criminali. Dietro sollecitazione di alcuni notabili palermitani, l'autore aggiunse con finalità moralizzante il terzo atto, il più scialbo e incolore. Il rinnovato finale della commedia contemplò il pentimento di Gioacchino Funciazza, che, uscito di galera, rinnega i propri trascorsi di mafioso ed invita i vecchi accoliti alla redenzione.